# Паттон, Александр Яковлевич
Александр Яковлевич Паттон (1761—1815), российский командир эпохи наполеоновских войн, генерал-майор Русской императорской армии.

## Биография
Александр Паттон родился в 1761 году; согласно архивам принадлежал к «австрийской нации» и происходил из «обер-офицерских детей католического закона в вечном России подданстве состоящий».
1 января 1774 года Паттон был записан нижним чином в Преображенский лейб-гвардии полк. Ровно через тринадцать лет был выпущен в Софийский 2-й пехотный полк в чине капитана, затем продолжил службу во 2-м морском и Роченсальмском гарнизонном полках.
17 января 1807 года Паттон был утверждён командиром Невского мушкетерского полка, а в конце того же года получил погоны полковника.
Сражался в Финляндии в ходе Русско-шведской войны 1808—1809 гг. 8 апреля 1809 года занял должность шефа Тульского мушкетерского полка.
После вторжения армии Наполеона в пределы Российской империи, Паттон, со своим полком, который в составе 2-й бригады 14-й пехотной дивизии входил в 1-й пехотный корпус П. Х. Витгенштейна, принимал участие в ряде битв Отечественной войны 1812 года и за отличие был произведён 27 мая 1813 года в генерал-майоры.
После изгнания неприятеля из России принял участие в заграничном походе русской армии.
Александр Яковлевич Паттон умер «от нервной горячки» 12 января 1815 года.